# Lena Charlotte Reißner

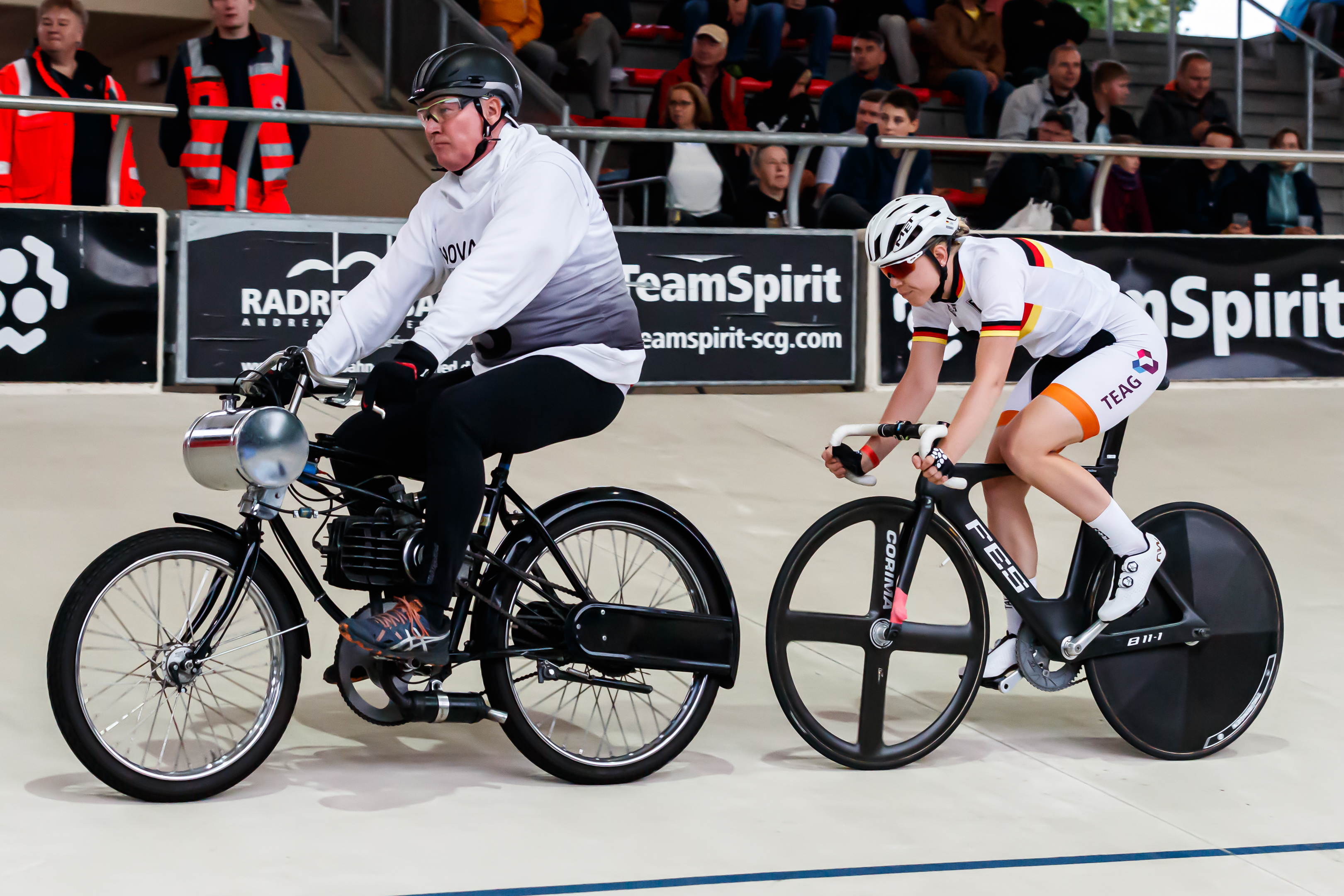
Reißner beim Dernyrennen Deutschland Cup 2023

Lena Charlotte Reißner (* 14. November 2000) ist eine deutsche Radsportlerin, die Rennen auf Straße und Bahn bestreitet.

## Sportliche Laufbahn
2018 wurde Lena Charlotte Reißner deutsche Junioren-Meisterin in der Mannschaftsverfolgung. Mit Ricarda Bauernfeind, Friederike Stern und Finja Smekal errang sie bei den Junioren-Bahneuropameisterschaften die Bronzemedaille. Ebenfalls Bronze gewann sie im Jahr darauf bei den U23-Bahneuropameisterschaften in der Mannschaftsverfolgung mit Franziska Brauße, Michaela Ebert, und Laura Süßemilch. Bei ihrem Weltcup-Debüt im Herbst 2019 in Hongkong belegte der deutsche Vierer mit Reißner, Katharina Hechler, Laura Süßemilch und Lea Lin Teutenberg Rang vier.
2020 wurde Reißner für die Bahnweltmeisterschaften in Berlin nominiert. Bei den U23-Europameisterschaften 2020 errang sie mit Franziska Brauße, Finja Smekal und Lea Lin Teutenberg Silber in der Mannschaftsverfolgung. 2021 belegte sie beim Lauf des UCI Track Cycling Nations’ Cup in Cali Platz drei in der Einerverfolgung. Bei den Bahneuropameisterschaften im selben Jahr wurde sie mit Lisa Brennauer, Franziska Brauße und Laura Süßemilch Europameisterin in der Mannschaftsverfolgung.
Das bisher erfolgreichste Sportjahr erlebte Lena Charlotte Reißner 2024 mit zwei DM-Titeln, EM-Bronze, WM-Silber und der Teilnahme an den Olympischen Sommerspielen in Paris, wo sie in der Mannschaftsverfolgung mit Lisa Klein, Mieke Kröger, Franziska Brauße und Laura Süßemilch Platz sechs belegte.

## Ehrungen
2018 wurde Lena Charlotte Reißner von der Stadt Gera für ihre sportlichen Leistungen geehrt. Im Rahmen der Sportehrungen 2025 der Stadt Gera bekam Lena Charlotte Reißner vom Stadtsportbund Gera den Sportpreis „Botschafter des Geraer Sports“ verliehen.

## Erfolge
2016
- Deutsche Jugend-Meisterin – Mannschaftsverfolgung (mit Friederike Stern, Anne Sprigode und Lisa-Marie Wolfram)

2018
- Deutsche Junioren-Meisterin – Mannschaftsverfolgung (mit Dorothea Heitzmann, Jasmin Müller und Friederike Stern)

- Junioren-Europameisterschaft – Mannschaftsverfolgung (mit Ricarda Bauernfeind, Friederike Stern und Finja Smekal)

2019
- U23-Europameisterschaft – Mannschaftsverfolgung (mit Franziska Brauße, Michaela Ebert, und Laura Süßemilch)

2020
- U23-Europameisterschaft – Mannschaftsverfolgung (mit Franziska Brauße, Finja Smekal und Lea Lin Teutenberg)

2021
- Europameisterin – Mannschaftsverfolgung (mit Lisa Brennauer, Franziska Brauße und Laura Süßemilch)

2022
- Deutsche Meisterin – Zweier-Mannschaftsfahren (mit Lana Eberle)

- U23-Europameisterschaft – Mannschaftsverfolgung (mit Fabienne Jährig, Lana Eberle, Hanna Dopjans  und Jette Simon)

2023
- Deutsche Meisterin  – Derny (hinter Marcel Möbus)[4]

2024 
- Deutsche Meisterin  – Derny (hinter Marcel Möbus)[5]

- Deutsche Meisterin – Mannschaftsverfolgung (mit Hanna Dopjans, Pia Grünewald, Seána Littbarski-Gray)

- Weltmeisterschaft – Mannschaftsverfolgung (mit Lisa Klein, Mieke Kröger, Franziska Brauße und Laura Süßemilch)
- Europameisterschaft – Mannschaftsverfolgung (mit Franziska Brauße, Lisa Klein, Mieke Kröger und Laura Süßemilch)